# Celina Wieniewska
Celina Wieniewska (ur. 1909 w Warszawie, zm. 1985 w Londynie, wł. Celina Weinzieher, z domu Miliband) – tłumaczka z języka angielskiego na polski i z polskiego na angielski, redaktorka, promotorka literatury polskiej za granicą. Znana przede wszystkim z wydanego w 1939 tłumaczenia Przeminęło z wiatrem Margaret Mitchell oraz z przekładu Sklepów cynamonowych Brunona Schulza na język angielski.
W trakcie II wojny światowej pracowała dla rządu RP na uchodźstwie i BBC w Londynie. Poza pracą tłumaczeniową była redaktorką wydanej w 1967 roku antologii Polish Writing Today.
Jej tłumaczenia Schulza były do 2018 jedynymi, wielokrotnie wznawianymi przekładami tego autora na angielski. Według opracowania Ziemann, spotkały się z przychylnymi recenzjami i wpłynęły na pozytywny odbiór Brunona w sferze anglojęzycznej, choć w późniejszym czasie m.in. J.M. Coetzee zarzucał im zbyt daleko idące zmiany. Przyjaźniła się z żyjącymi w Londynie Franciszką i Stefanem Themersonami.